# Arboridia surstyli
Arboridia surstyli är en insektsart som beskrevs av Cai och Xu 2006. Arboridia surstyli ingår i släktet Arboridia och familjen dvärgstritar. Inga underarter finns listade i Catalogue of Life.